# Saronno Foot-Ball Club 1920-1921
Questa voce raccoglie le informazioni riguardanti il Saronno Foot-Ball Club nelle competizioni ufficiali della stagione 1920-1921.

## Rosa
| N. |                   | Ruolo | Calciatore          |
| -- | ----------------- | ----- | ------------------- |
|    | Italia (bandiera) | C     | Giuseppe Antonazzi  |
|    | Italia (bandiera) | C     | Astori              |
|    | Italia (bandiera) | A     | Arturo Boiocchi (I) |
|    | Italia (bandiera) | A     | Enrico Carugati     |
|    | Italia (bandiera) | A     | Giovanni De Andreis |
|    | Italia (bandiera) | C     | Silvio Giannoni (I) |
|    | Italia (bandiera) | C     | Antonio Lietti (I)  |
|    | Italia (bandiera) | D     | Edoardo Lietti (II) |

| N. |                   | Ruolo | Calciatore         |
| -- | ----------------- | ----- | ------------------ |
|    | Italia (bandiera) | P     | Pierino Mangili    |
|    | Italia (bandiera) | A     | Carlo Marzorati    |
|    | Italia (bandiera) | D     | Monti (I)          |
|    | Italia (bandiera) | P     | Monti (II)         |
|    | Italia (bandiera) | A     | Paolo Reina (II))  |
|    | Italia (bandiera) | C     | Antonio Rosio (I)  |
|    | Italia (bandiera) | C     | Demetrio Sabatini  |
|    | Italia (bandiera) | D     | Livio Semelli (II) |

## Risultati

### Prima Categoria

#### Girone lombardo E

##### Girone di andata
| Arbitro: | Livraghi (Milano) |

|                   |           |  |
| Carugati 35’, 70’ | Marcatori |  |

| Arbitro: | Venegoni (Legnano) |

|                           |           |                      |
| Boiocchi 15’ Carugati 25’ | Marcatori | 35’ (rig.) Lanfritto |

| Arbitro: | Barnabò (Milano) |

|       |           |                                            |
| Roghi | Marcatori | 2’ Boiocchi II ?’, 80’ Carugati Boiocchi I |

##### Girone di ritorno
| Arbitro: | Guiot (Milano) |

|                    |           |                             |
| Ardizzi 61’ (rig.) | Marcatori | 30’ De Andreis 31’ Boiocchi |

| Arbitro: | Panzeri (Milano) |

|                           |           |               |
| Ratti 12’ Lunghi 40’, 80’ | Marcatori | 41’ Marzorati |

| Arbitro: | Crivelli (Milano) |

|              |           |              |
| Carugati 83’ | Marcatori | 63’ Lamperti |

#### Girone finale lombardo

##### Girone di andata
| Arbitro: | Cavazzana (Milano) |

|  |           |                                            |
|  | Marcatori | 29’ Cevenini V 65’, ?’ Martinella 81’ Aebi |

| Arbitro: | Livraghi (Milano) |

|                                          |           |           |
| Tosi 14’ Rosso 52’ Sodano 65’ Crespi 75’ | Marcatori | 64’ Reina |

| Arbitro: | Fries (Milano) |

|                          |           |                                  |
| Bozzi 35’ E. Morandi 68’ | Marcatori | 15’ Boiocchi I 60’, 75’ Reina II |

| Arbitro: | Cavazzana (Milano) |

|                                                                   |           |               |
| Boiocchi I 11’, 65’ (rig.) Reina I 25’ Carugati 76’ Marzorati 81’ | Marcatori | 2’ Brusadelli |

| Arbitro: | Bistoletti (Milano) |

|                     |           |  |
| Monti ?’, ?’ (rig.) | Marcatori |  |

##### Girone di ritorno
| Arbitro: | Varisco (Milano) |

|                                          |           |                |
| Cevenini III 44’, 46’ Aebi 56’, 62’, 65’ | Marcatori | 35’ De Andreis |

| Arbitro: | Sessa (Milano) |

|  |           |          |
|  | Marcatori | 64’ Tosi |

| Arbitro: | Barnabò (Milano) |

|                |           |                                                        |
| Boiocchi I 70’ | Marcatori | 6’, 77’ Bellolio 21’, 84’, 85’ Corsi 27’, 89’ Loiacono |

| Treviglio 13 febbraio 1921 9ª giornata | Trevigliese | 2 – 0 A tav. per forfait | Saronno |  |

| Arbitro: | Trezzi (Milano) |

|                                    |           |                                |
| Boiocchi II 38’ Marzorati 73’, 86’ | Marcatori | 32’ Cavallini 76’ (rig.) Monti |